# Aciphylla multisecta
Aciphylla multisecta är en flockblommig växtart som beskrevs av Thomas Frederic Cheeseman. Aciphylla multisecta ingår i släktet Aciphylla och familjen flockblommiga växter. Inga underarter finns listade i Catalogue of Life.